# Гуска мала

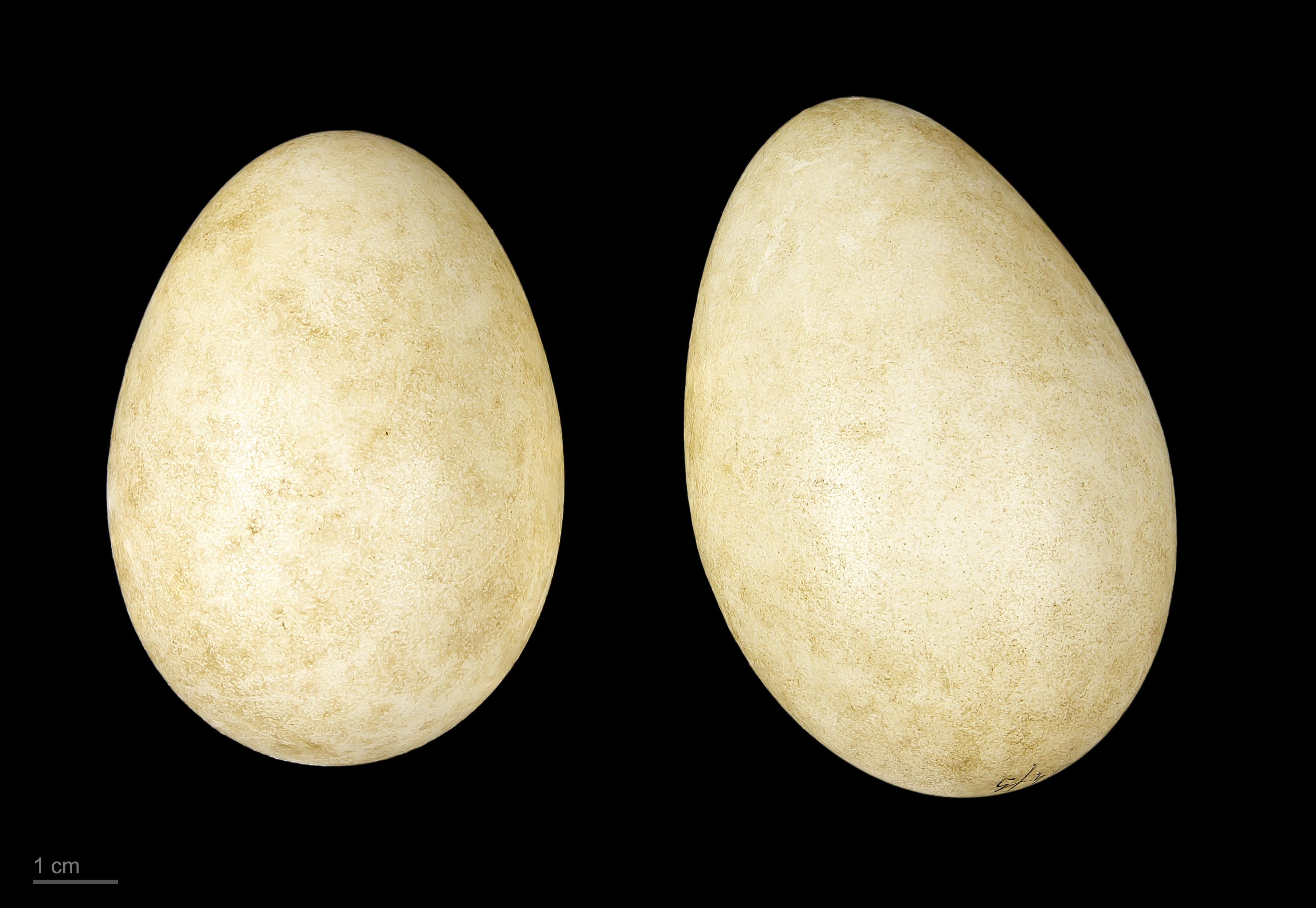
яйце Anser erythropus — Тулузький музей

Гу́ска мала́, або гу́ска білоло́ба мала́ (Anser erythropus) — водоплавний птах родини качкових. Один з 4-х видів роду, зокрема у фауні України. Підвидів не утворює. В Україні рідкісний пролітний та зимуючий вид.

## Опис
Дуже схожа на велику білолобу гуску, але значно менша. У дорослого птаха голова, шия, спина та поперек темно-бурі; на лобі біла пляма, яка закінчується над заднім краєм ока; пера спини і крил зі світлою верхівкою; воло, груди і передня частина черева сірувато-бурі, на грудях і череві темно-бурі поперечні смуги; задня частина черева, надхвістя та підхвістя білі; махові пера темно-бурі; стернові пера бурі, з білою верхівкою. Дзьоб рожевий; він коротший за 40 мм — головна відмінність від великої білолобої гуски. Ноги жовтогарячі. Навколоочне кільце жовте. У молодого птаха білої плями на лобі, а також темних смуг на грудях і череві нема. Маса тіла — 1,3—2,3 кг, довжина тіла — 51—60 см, розмах крил — 1215—1340 мм.
Від білолобої гуски відрізняється меншими розмірами, коротшим дзьобом, жовтим навколоочним кільцем, а дорослий від дорослої білолобої гуски — також більшою білою плямою на лобі, але нерідко ці види на відстані розрізнити складно.

## Поширення
Гніздовий ареал охоплює внутрішні тундри і лісотундри Євразії від Норвегії до Чукотського хребта. Зимує на Південно-східному Каспії, у Азово-Чорноморському регіоні, північно-західній Європі, Китаї. В Україні під час міграцій зрідка трапляється по всій території, регулярніше у Північно-західному Приазов'ї, де обмежено може залишатися і на зимівлю. Також зрідка зимує у південній частині Сивашу.

## Чисельність і причини її зміни
Популяція виду оцінюється у 20—25 тис. дорослих особин. В Україні трапляється на прольоті окремими групами по 3—7, зрідка до 20—30 особин, іноді зграями до 50—300 особин, переважно з іншими видами гусей. Останніми роками відбувається збільшення чисельності виду на міграціях та зимівлі у Північно-західному Приазов'ї, що пов'язано з погіршенням умов зимівлі на Каспії. До причин зміни чисельності належать: трансформація біотопів у місцях зимівлі, браконьєрство, винищення під час линяння на місцях гніздування, розлякування птахів у репродуктивний період.

## Особливості біології
Перелітний птах. Весняна міграція в Україні триває з середини березня до початку травня. Восени з'являється в середині або кінці вересня. В Азово-Чорноморському районі трапляється до грудня. Гніздові біотопи — схили берегів річок, вкриті густою рослинністю. На зимівлі та міграціях тримається різних типів водойм. Живиться переважно рослинною їжею. Обережний птах. На перельотах летить кутом або шеренгою. Голос не такий голосний, вищий і більш пискливий, ніж у великої білолобої гуски. Він може бути переданий як «клік-клік», «юііллю-юільо» та «тьє-тьо».

## Охорона
Включено до Червоної книги України (1994, 2009) (статус виду — вразливий), Європейського червоного переліку, у Додаток І Директиви Ради Європи про охорону диких птахів, у Додаток І Боннської конвенції, Додаток II Бернської конвенції і угоди AEWA. Виконується міжнародна програма реінтродукції в природу в Лапландії. В Україні разом з іншими водоплавними птахами охороняється на об'єктах природно-заповідного фонду. Успішно розмножується в умовах неволі, але в Україні цей вид не розводять.